# Carlos Romero (forgatókönyvíró)
Carlos Romero (Santa Cruz de Tenerife, 1946. április 14. –) mexikói forgatókönyvíró.

## Élete
Carlos Romero 1946. április 14-én született Santa Cruz de Tenerifében. Rengeteg telenovella forgatókönyvírója volt. 1992-ben a María Mercedes történetét adaptálta. 1995-ben a María, 1998-ban a Paula és Paulina forgatókönyvét írta meg. 2008-ban megírta az Árva angyal című telenovella forgatókönyvét.

## Munkái

### Eredeti történetek
- Nincs hozzád hasonló (Como tú ninguna) (1994) (Alberto Gómezszel)
- La millonaria Fabiola (1993)
- Cara sucia (1992)
- Rubí rebelde (1989)
- Rosa salvaje (1987)

## Mások által írt remake
- Pobre diabla (2009) Cara sucia remake-je
- A Macska (La gata) (2014) Eredeti történet Inés Rodena

## Adaptációk

### Televízió
- Árva angyal (Cuidado con el ángel) (2009) Eredeti történet Delia Fiallo
- Peregrina (2005)  Eredeti történet Delia Fiallo
- A betolakodó (La intrusa) (2001) Eredeti történet Inés Rodena
- Mujer bonita (2001) Eredeti történet Inés Rodena
- Rosalinda  (1999) Eredeti történet Delia Fiallo
- Marimar (1994) Eredeti történet Inés Rodena
- Valentina  (1993) Eredeti történet Alfonso Cremata, Salvador Ugarte és Inés Rodena
- María Mercedes (1992) Eredeti történet Inés Rodena
- Carrusel de las Américas (1992) Eredeti történet  Abel Santa Cruz
- Simplemente María (1989) Eredeti történet Celia Alcántara
- Rosa salvaje (1987) Eredeti történet Inés Rodena és Abel Santa Cruz
- Pobre señorita Limantour (1987) Eredeti történet Inés Rodena
- La indomable (1987) Eredeti történet Hilda Morales de Allouis
- Pobre juventud (1986) Eredeti történet Felix B.Caignet
- Monte Calvario (1986) Eredeti történet Delia Fiallo
- Vivir un poco (1985) Eredeti történet Arturo Moya Grau
- Abandonada (1985) Original de Inés Rodena
- Los años pasan (1985) Eredeti történet Inés Rodena
- Los años felices (1984) Eredeti történet Arturo Moya Grau
- Guadalupe  (második rész) (1984) Eredeti történet Abel Santa Cruz
- Principessa (1984) Eredeti történet Nené Cascallar
- La fiera (második rész) (1983) Eredeti történet Ines Rodena
- Amalia Batista (1983) Eredeti történet Inés Rodena
- Chispita (1983) Eredeti történet Abel Santa Cruz
- Bianca Vidal (1982) Eredeti történet Inés Rodena
- Vanessa (1982) Eredeti történetAntonio Filhio y Carmen Lidia
- Soledad (1981) Eredeti történet Inés Rodena
- El hogar que yo robé (1981) Eredeti történet Inés Rodena
- Colorina (1980) Eredeti történet Arturo Moya Grau
- Ambición (1980) Eredeti történet Ines Rodena
- Verónica (1979) Eredeti történet Inés Rodena
- Los ricos también lloran (második rész) (1979) Eredeti történet Inés Rodena

### Egyedül írt új verziók
- Maricruz (Corazón indomable) (2013) Eredeti történet Ines Rodena
- A liliomlány (Inocente de ti) (2004) Eredeti történet Inés Rodena
- Paula és Paulina (La usurpadora) & Más allá de... La usurpadora (1998) Eredeti történet Inés Rodena
- Luz Clarita (1996) Eredeti történet  Abel Santa Cruz
- Bendita mentira (1996) Eredeti történet Ines Rodena
- María (María la del barrio) (1995) Eredeti történet Inés Rodena
- Prisionera de amor (1994) Eredeti történet Inés Rodena

### RCTV
- Raquel (1973) Eredeti történet Inés Rodena
- La doña (1972) Eredeti történet Inés Rodena
- Sacrificio de mujer (1972) Eredeti történet Inés Rodena
- Bárbara (1971) Eredeti történet Olga Ruilópez
- Pecar por amor (1968) Eredeti történet Corín Tellado